# Bulevar Liberación
El Bulevar Liberación es una de las arterias más importantes de la Ciudad de Guatemala en Guatemala, porque une la a otras de las arterias importantes como la Avenida La Castellana, la Calzada San Juan, la Calzada Roosevelt, la Avenida Bolívar, la Calzada Aguilar Batres, la Avenida Petapa, la Calle Montufar, la Avenida Reforma y el Boulevar Los Próceres.
En el Bulevar Liberación transitan más de 300.000 vehículos diariamente y es el tramo más congestionado de Centroamérica. Hay siete pasos a desnivel que distribuyen el tránsito vehicular y tiene ocho carriles para movilidad. Es el centro de la Carretera Panamericana que une de oriente a occidente a la nación guatemalteca.
- Datos: Q5732819